# Fuentes de Béjar
Fuentes de Béjar – gmina w Hiszpanii, w prowincji Salamanka, w Kastylii i León, o powierzchni 14,47 km². W 2011 roku gmina liczyła 256 mieszkańców.